# Syntrichia pagorum
Syntrichia pagorum là một loài rêu trong họ Pottiaceae. Loài này được (Milde) J.J. Amann mô tả khoa học đầu tiên năm 1918.